# Pływanie na Letnich Igrzyskach Olimpijskich 1988 – 800 m stylem dowolnym kobiet
800 m stylem dowolnym kobiet – jedna z konkurencji pływackich, które odbyły się podczas XXIV Igrzysk Olimpijskich w Seulu. Eliminacje miały miejsce 23 września, a finał 24 września 1988 roku.
Swój trzeci złoty medal na tych igrzyskach zdobyła Amerykanka Janet Evans, w finale czasem 8:20,20 ustanawiając rekord olimpijski. Srebrny medal wywalczyła reprezentantka NRD Astrid Strauß (8:22.09),  a brązowy Australijka Julie McDonald (8:22,93).

## Rekordy
Przed zawodami rekord świata i rekord olimpijski wyglądały następująco:
| Rekord            | Zawodniczka   | Czas    | Miejsce     | Data            |
| ----------------- | ------------- | ------- | ----------- | --------------- |
| Rekord świata     | Janet Evans   | 8:17,12 | Orlando     | 22 marca 1988   |
| Rekord olimpijski | Tiffany Cohen | 8:24,95 | Los Angeles | 3 sierpnia 1984 |

W trakcie zawodów ustanowiono następujące rekordy:
| Data        | Etap konkurencji | Zawodniczka | Czas    | Rekord |
| ----------- | ---------------- | ----------- | ------- | ------ |
| 24 września | finał            | Janet Evans | 8:20,20 | OR     |

## Wyniki

### Eliminacje
| Miejsce | Wyścig | Zawodniczka            | Państwo           | Czas    | Uwagi |
| ------- | ------ | ---------------------- | ----------------- | ------- | ----- |
| 1.      | 3      | Astrid Strauß          | NRD               | 8:28,07 | Q     |
| 2.      | 3      | Janet Evans            | Stany Zjednoczone | 8:28,13 | Q     |
| 3.      | 4      | Julie McDonald         | Australia         | 8:29,68 | Q     |
| 4.      | 4      | Anke Möhring           | NRD               | 8:30,95 | Q     |
| 5.      | 2      | Tami Bruce             | Stany Zjednoczone | 8:31,57 | Q     |
| 6.      | 2      | Janelle Elford         | Australia         | 8:32,14 | Q     |
| 7.      | 4      | Isabelle Arnould       | Belgia            | 8:34,56 | Q     |
| 8.      | 2      | Antoaneta Strumenliewa | Bułgaria          | 8:35,40 | Q     |
| 9.      | 3      | Debby Wurzburger       | Kanada            | 8:36,24 |       |
| 10.     | 4      | Irene Dalby            | Norwegia          | 8:38,33 |       |
| 11.     | 4      | Tomomi Hosoda          | Japonia           | 8:39,55 |       |
| 12.     | 2      | Manuela Melchiorri     | Włochy            | 8:40,63 |       |
| 13.     | 2      | Karyn Faure            | Francja           | 8:41,64 |       |
| 14.     | 3      | Stephanie Ortwig       | RFN               | 8:41,95 |       |
| 15.     | 4      | Natalja Trefilowa      | ZSRR              | 8:43,19 |       |
| 16.     | 3      | Karen Mellor           | Wielka Brytania   | 8:44,64 |       |
| 17.     | 2      | Alexandra Russ         | RFN               | 8:49,31 |       |
| 18.     | 4      | Pernille Jensen        | Dania             | 8:50,82 |       |
| 19.     | 4      | Nurul Huda Abdullah    | Malezja           | 8:50,84 |       |
| 20.     | 3      | Christelle Janssens    | Belgia            | 8:51,22 |       |
| 21.     | 1      | Patrícia Amorim        | Brazylia          | 8:51,95 |       |
| 22.     | 2      | Eva Mortensen          | Dania             | 8:53,67 |       |
| 23.     | 3      | Judit Csabai           | Węgry             | 8:56,37 |       |
| 24.     | 2      | Cécile Prunier         | Francja           | 8:57,22 |       |
| 25.     | 1      | Tracey Atkin           | Wielka Brytania   | 9:00,04 |       |
| 26.     | 4      | Yan Ming               | Chiny             | 9:00,81 |       |
| 27.     | 1      | Rita Jean Garay        | Portoryko         | 9:04,62 |       |

### Finał
| Miejsce | Tor | Zawodniczka            | Państwo           | Czas    | Uwagi |
| ------- | --- | ---------------------- | ----------------- | ------- | ----- |
| 1 !     | 5   | Janet Evans            | Stany Zjednoczone | 8:20,20 | OR    |
| 2 !     | 4   | Astrid Strauß          | NRD               | 8:22,09 |       |
| 3 !     | 3   | Julie McDonald         | Australia         | 8:22,93 |       |
| 4.      | 6   | Anke Möhring           | NRD               | 8:23,09 |       |
| 5.      | 2   | Tami Bruce             | Stany Zjednoczone | 8:30,86 |       |
| 6.      | 7   | Janelle Elford         | Australia         | 8:30,94 |       |
| 7.      | 1   | Isabelle Arnould       | Belgia            | 8:37,47 |       |
| 8.      | 8   | Antoaneta Strumenliewa | Bułgaria          | 8:41,05 |       |